# فتح الله المغاري
فتح الله المغاري (تُكتب وتُلفظ أيضًا فتح الله لمغاري؛ (1940 - 3 سبتمبر 2022)، هو ملحن وكاتب كلمات ومغني مغربي، وأحد من رواد ومؤسسي الأغنية المغربية.

## مسيرته
عاش طفولته في وسط عائلي يهتم بالموسيقى. بعد نيله شهادة البكالوريا عام 1958، التحق بالمدرسة الإدارية ثم عمل بإحدى المؤسسات «BRPM» ليصبح من أطرها. بدأ مساره الفعلي في المجال الفني بعد استقلال المغرب. 

## مؤلفاته
غنى كثير من الفنانين من كلمات وألحان فتح الله لمغاري منهم لطيفة رأفت وعبد الهادي بلخياط، الذي أدى من كلماته أغنية «في قلبي جرح قديم»، والتي أبدى عبد الحليم حافظ أثناء استماعه إليها في إحدى زياراته إلى المغرب إعجابه الكبير بها. قدم لمغاري العديد من الأعمال الفنية التي مازال الجمهور المغربي يتغنى بها منها أغان كتب كلماتها مثل:
- «ضاعت لي نوارة»
- «الصنارة»
- «محال ينساك البال»
- «مغيارة»
- «كاس البار»

ونجاحه في مجال كتابة الكلمات لا يقل أهمية عنه اشتغاله في مجال الغناء والتلحين، إذ قدم بصوته أعمالًا غنائية نالت استحسان جمهوره منها:
- «والله ما أنت معانا»
- «الله على راحة»
- «رجال الله»

ومن أشهر الأغاني الوطنية لفتح الله لمغاري «نداء الحسن»، أثناء الإعلان عن تنظيم المسيرة الخضراء التي دعا إليه الحسن الثاني سنة 1975.